# David McCampbell

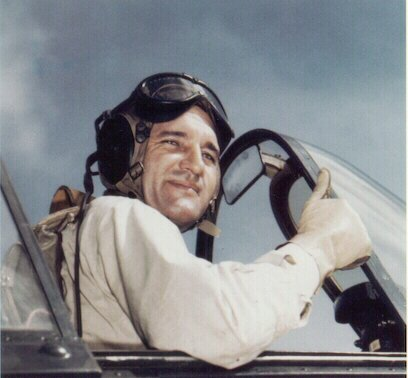
David McCampbell im Cockpit (etwa 1943)

David McCampbell (* 16. Januar 1910 in Bessemer Alabama; † 30. Juni 1996 in Florida) war ein amerikanischer Marineflieger und mit 34 Abschüssen im Zweiten Weltkrieg der Pilot mit den meisten Abschüssen der United States Navy.

## Leben
McCampbell wurde in Bessemer, Alabama geboren und wuchs in West Palm Beach auf. Er besuchte die Staunton Military Academy, Staunton, Virginia, ein Jahr lang das Georgia Institute of Technology und anschließend die United States Naval Academy, die er 1933 abschloss. Zwischen 1935 und 1937 diente er auf dem Kreuzer Portland, anschließend bewarb er sich für die Ausbildung zum Piloten, die er ein Jahr später erfolgreich beendete. Er wurde mit der Fighting Squadron Four auf der Ranger an der Ostküste stationiert, die Staffel wurde 1940 auf die Wasp verlegt, wo McCampbell zeitweise auch als Landing Signal Officer eingesetzt war. Nach dem Untergang der Wasp im September 1942 wurde er als Ausbilder in den Vereinigten Staaten eingesetzt, im August 1943 begannen dann die Vorbereitungen für die Aufstellung der Fighting Squadron 15, das er bis Februar 1944 kommandierte. Ab Februar 1944 übernahm er das Kommando über die Air Group 15, ab Frühjahr 1944 übernahm er das Kommando über die gesamte Luftgruppe des Flugzeugträgers Essex. Am 19. Mai flog McCampbell seinen ersten Einsatz als Kommandant, die Luftgruppe griff japanische Stellungen auf Marcus Island an. Seinen ersten Abschuss konnte McCampbell am 11. Juni über Saipan verbuchen. Während der Schlacht in der Philippinensee kam er an einem Tag auf sieben Abschüsse, womit er an einem Tag zum Fliegerass wurde. Bis zum September 1944 kam er auf 19 Abschüsse. In der See- und Luftschlacht im Golf von Leyte griff McCampbell mit nur einem Flügelmann eine Formation von 60 japanischen Flugzeugen an, die auf den amerikanischen Trägerverband zuhielten. Er schoss neun Flugzeuge ab und beschädigte sechs weitere, die höchste Anzahl an Abschüssen durch einen einzelnen Pilot an einem einzigen Tag.

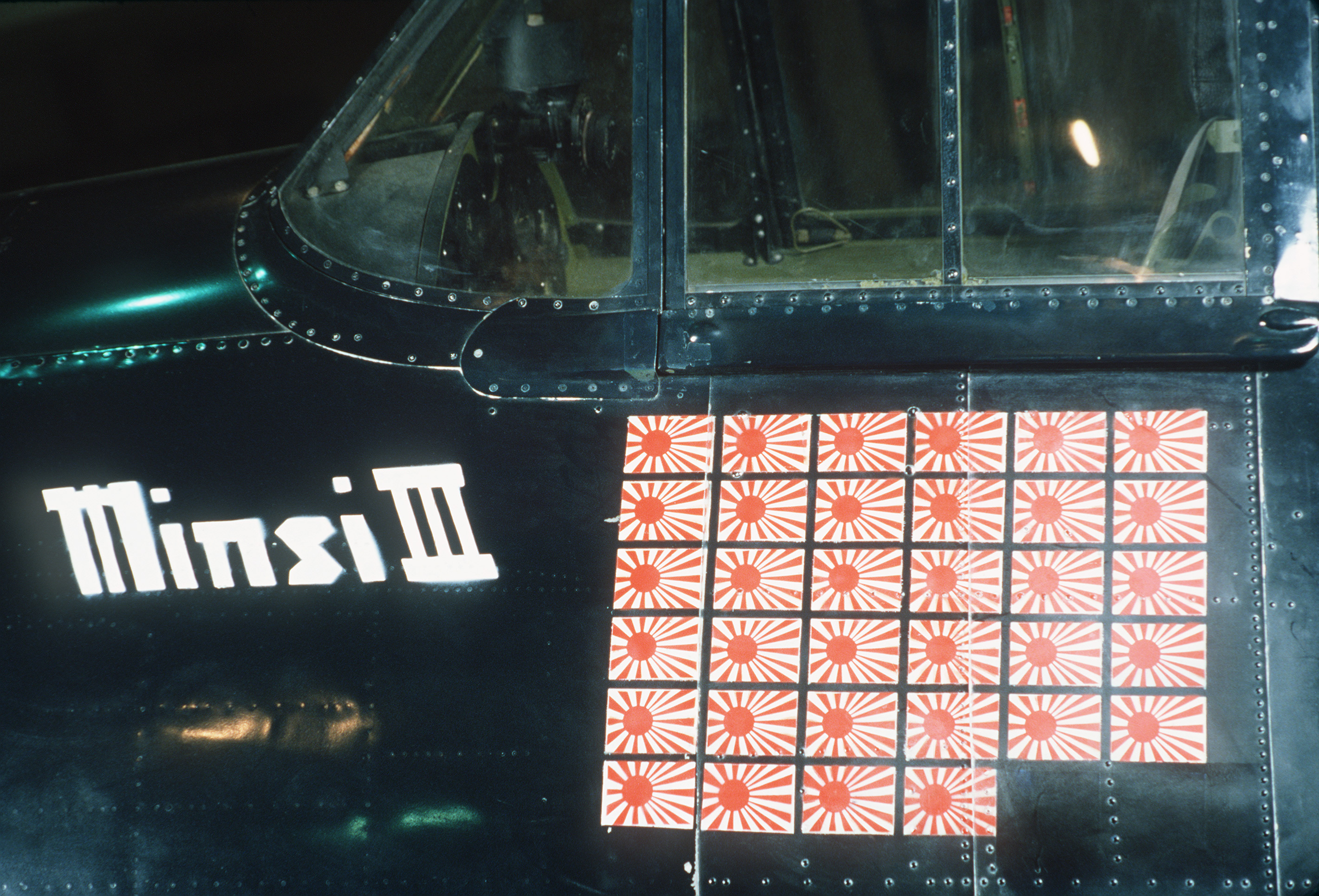
34 Abschussmarkierungen auf der F6F Hellcat von David McCampbell, ausgestellt im Naval Aviation Museum

Nach der Rückkehr in die Vereinigten Staaten Anfang 1945 wurde McCampbell von Präsident Roosevelt persönlich mit der Medal of Honor ausgezeichnet, zudem erhielt er einen Silver Star, das Navy Cross, den Orden Legion of Merit und das Distinguished Flying Cross. Zwischen März 1945 und Januar 1947 war McCampbell Stabschef des Commander Fleet Air und des Oberkommandierenden der Carrier Air Groups. Im Anschluss studierte er noch einmal am Armed Forces Staff College in Norfolk. Von 1948 bis Januar 1951 arbeitete er dann als Berater für die argentinische Marine. Im März 1951 wurde McCampbell als Executive Officer auf die Franklin D. Roosevelt versetzt, wo er ein Jahr blieb. Im Anschluss war er Planungsoffizier im Stab des Commander Aircraft Atlantic. Im Sommer 1953 wurde er zum Kommandanten des Naval Air Technical Training Center in Jacksonville ernannt, ein Jahr später zum Flight Test Coordinator im Naval Air Test Center in Maryland. In den folgenden Jahren übernahm er das Kommando über den Tanker Severn und den Flugzeugträger Bon Homme Richard. 1960 wurde er in die Joint Chiefs of Staff berufen, 1962 wurde er stellvertretender Stabschef des Oberbefehlshabers des Continental Air Defense Command. Diesen Posten behielt McCampbell bis zu seiner Pensionierung 1964.
McCampbell starb nach langer Krankheit am 30. Juni 1996 in Florida. Er ist auf dem Nationalfriedhof Arlington begraben. Die US Navy benannte den Lenkwaffenzerstörer McCampbell nach ihm, zudem wurde ein Terminal des Palm Beach International Airport nach ihm benannt.